# Marcus Luttrell
Pour les articles homonymes, voir Luttrell.
 (avril 2020).
Marcus Luttrell, né en 1975 à Houston au Texas, est un second-maître et un SEAL de la Navy américaine. Il a reçu la Navy Cross pour ses actions courageuses face aux combattants talibans durant l'opération Red Wings.

## Biographie

### Du civil au SEAL
Marcus Luttrell est le fils de David et Holly Luttrell éleveurs de chevaux texans. Il a un frère jumeau, Morgan, de sept minutes son ainé (futur SEAL comme lui et meilleur ami de Matthew Axelson) et un frère cadet, Scottie. David Luttrell était canonnier dans la Navy durant la guerre du Vietnam. Il apprit aux deux ainés à tirer, à nager longtemps sous l'eau et à pratiquer la survie en milieu sauvage. A 12 ans, le jeune Marcus veut devenir SEAL et s'entraîne durement avec son frère et d'autres jeunes gens avec un ancien Béret vert du Vietnam du nom de Billy Shelton qui leur mena la vie dure.
Luttrell rejoint finalement la marine américaine en 1999 et commence sa formation militaire de base à Great Lakes dans l'Illinois . Il commence ensuite sa formation dite Basic Underwater Demolition/SEAL (BUD/S) avec la promotion 226 à Coronado, en Californie. Après une sélection des plus éprouvantes, Luttrell fait partie des 32 rescapés sur 180 de sa promotion qui reçoivent pour l'occasion les félicitations du gouverneur du Minnesota de l'époque, Jesse Ventura. Il reçoit son badge BUD/S avec la promotion 228 à l'issue de la seconde phase d'entrainement (aquatique) et la troisième (terrestre) non sans s'être cassé le col du fémur. Luttrell passa ensuite le cursus médical à la 18e Delta Force en Caroline du Nord et reçut son trident de SEAL le 31 janvier 2002. Il s'entraîna encore durant plusieurs mois notamment aux communications radios et au tir de précision.
Il sert au sein du SEAL Team SDV 1 (SEAL Delivery Vehicule ou équipe SEAL de propulsion sous-marine) avant d'opérer en Irak en 2003 détaché à la SEAL Team 5 puis en Afghanistan en  mars 2005 détaché cette fois auprès de la SEAL Team 10 où Luttrell effectue plusieurs patrouilles de missions.

### Mission du 28 juin 2005

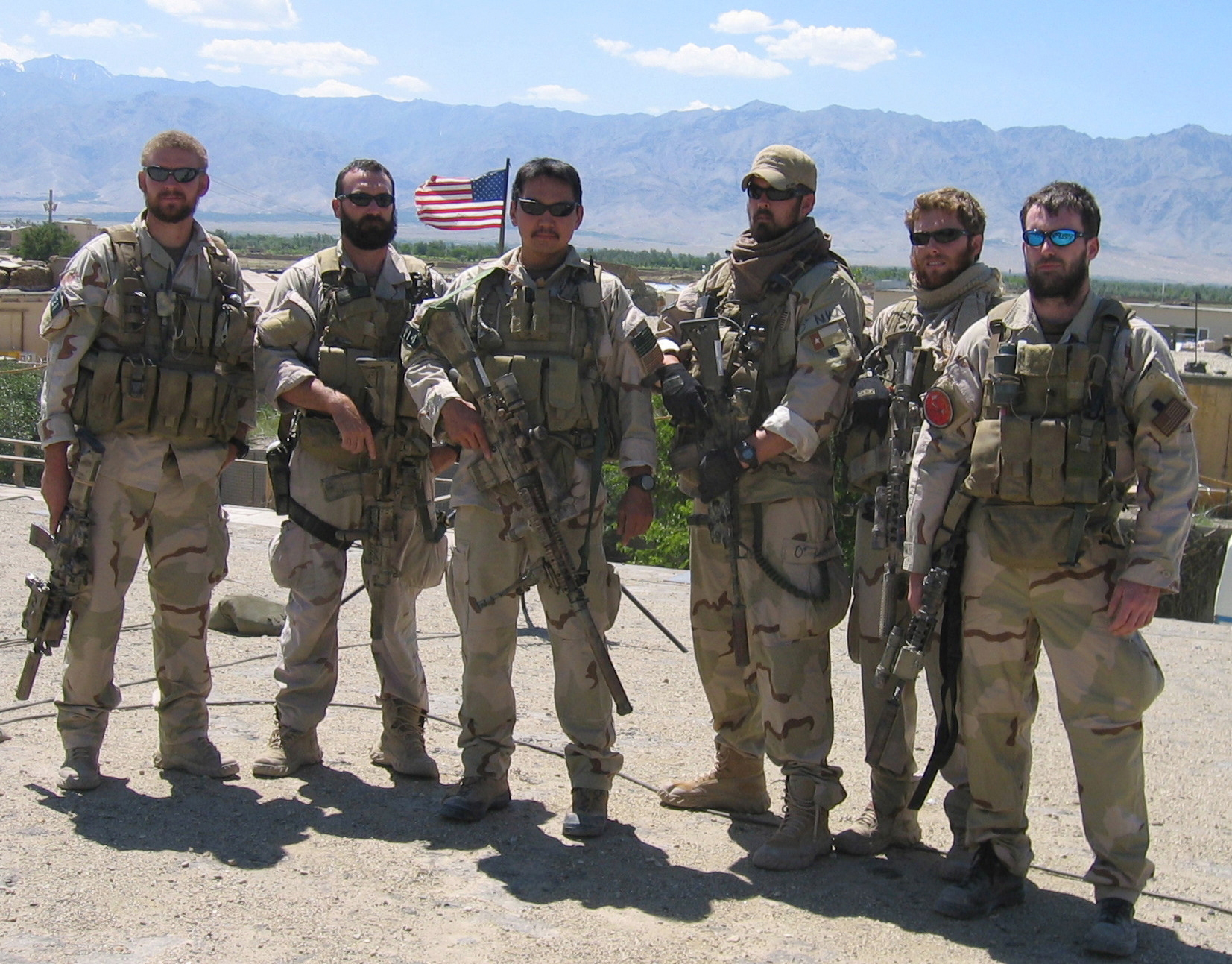
De gauche à droite, Matthew G. Axelson, Daniel R. Healy, James Suh, Marcus Luttrell, Eric S. Patton, Michael P. Murphy. A l'exception de Luttrell, tous furent tués.

La nuit du 28 juin 2005, Luttrell et son équipe sont déployés dans l'Hindou Kouch pour localiser, capturer ou tuer un haut dirigeant taliban, Ahmad Shah. Le groupe était composé de Michael P. Murphy, Marcus Luttrell, Danny Dietz et Matthew Axelson. Axelson et Luttrell étaient les tireurs d'élite de l'équipe alors que Dietz et Murphy étaient les observateurs. Murphy dirigeait les opérations.
Le lendemain, ils sont surpris dans les montagnes par trois éleveurs de chèvres. Le commando les capture et vote pour déterminer ce qu'ils allaient faire d'eux. Ils décidèrent finalement de les laisser partir plutôt que de les exécuter. Luttrell ne précise pas dans ses mémoires que cette dernière voie aurait été un crime de guerre et une violation des règles d'engagement s'appliquant aux forces américaines dans la zone. Les trois habitants locaux alertèrent 80 à 200 insurgés, dirigés par Ahmad Shah, qui encerclèrent et attaquèrent le petit groupe. Durant la bataille qui dura toute l'après-midi, Dietz puis le lieutenant Murphy et Axelson sont tués. Luttrell bien que blessé, parviendra à échapper à ses poursuivants. Pendant le combat, Murphy réussit à contacter la force d'intervention rapide de Bagram et à donner sa géolocalisation. Mais l'hélicoptère MH-47 Chinook transportant l'équipe de sauvetage fut abattu par une roquette, tuant les seize personnes à son bord.
Luttrell réussit à survivre seul de ses graves blessures, puis grâce à des villageois pachtounes locaux qui le soignèrent et le protégèrent des Talibans en lui accordant l'hospitalité ou amelmastia tiré du Pashtunwali (code d’honneur pachtoune). Il fut secouru par des Rangers et des Bérets verts cinq jours après avant de pouvoir bénéficier de soins de l'armée américaine. Outre la fatigue et une perte de poids, il souffrait d'infection intestinale et avait le visage amoché, le poignet, le dos, des vertèbres cassés ainsi qu'une jambe blessée par une balle et des éclats de roquettes. 
La cible de cette opération, Ahmad Shah, survécut, mais l'homme fut tué en avril 2008 lors d'un accrochage avec les forces pakistanaises.

### Retour aux États-Unis et dans la Navy
Quand l'information de la perte du commando SEAL arriva aux États-Unis, les gens (amis, militaires, villageois...) s'étaient spontanément présentés au ranch des parents de Luttrell pour soutenir la famille dans cette épreuve. Si beaucoup avaient peu d'espoir, Morgan en revanche resta persuadé jusqu'au bout que son frère était vivant. La veillée durera cinq jours jusqu'à l'annonce du sauvetage de Marcus, témoignant de la solidarité des habitants du Texas.
Il y eut encore les pénibles périples pour présenter les condoléances aux familles des camarades tués au combat avant que Luttrell ne soit affecté à la SEAL team 5 où il fut nommé chef de section. Le 18 juillet 2005, Marcus Luttrell reçut la Navy Cross à la Maison blanche des mains de George W. Bush.
À l'automne 2006, Marcus Luttrell est de nouveau déployé en Irak, à Ramadi et quitte la Navy en 2007. Il coécrit un livre, le bestseller du New York Times : Lone Survivor (en) traduit en français sous le nom Le Survivant qui sera adapté au cinéma dans le film Du sang et des larmes de Peter Berg sorti en 2013. Dans un nouveau récit autobiographique, Marcus Luttrell revient également sur l'opération Red Wings et l'opération aérienne qui lui permit d'être exfiltré des montagnes afghanes, mais il partage aussi sa réflexion sur ce que signifie « servir son pays » et sur le retour à la vie civile de soldats marqués à jamais par la guerre.